# Законик о кривичном поступку (Црна Гора)
Законик о кривичном поступку је законик који је усвојила Скупштина Црне Горе на приједлог Владе Црне Горе.